# Koubba el-Baadiyn

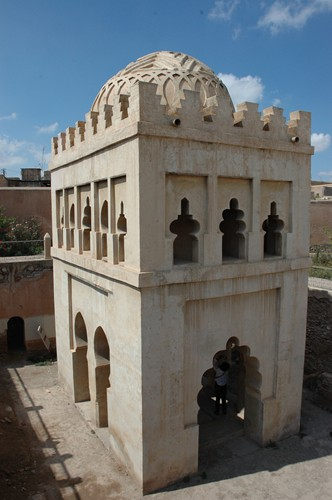
Koubba el-Baadiyn, Außenansicht

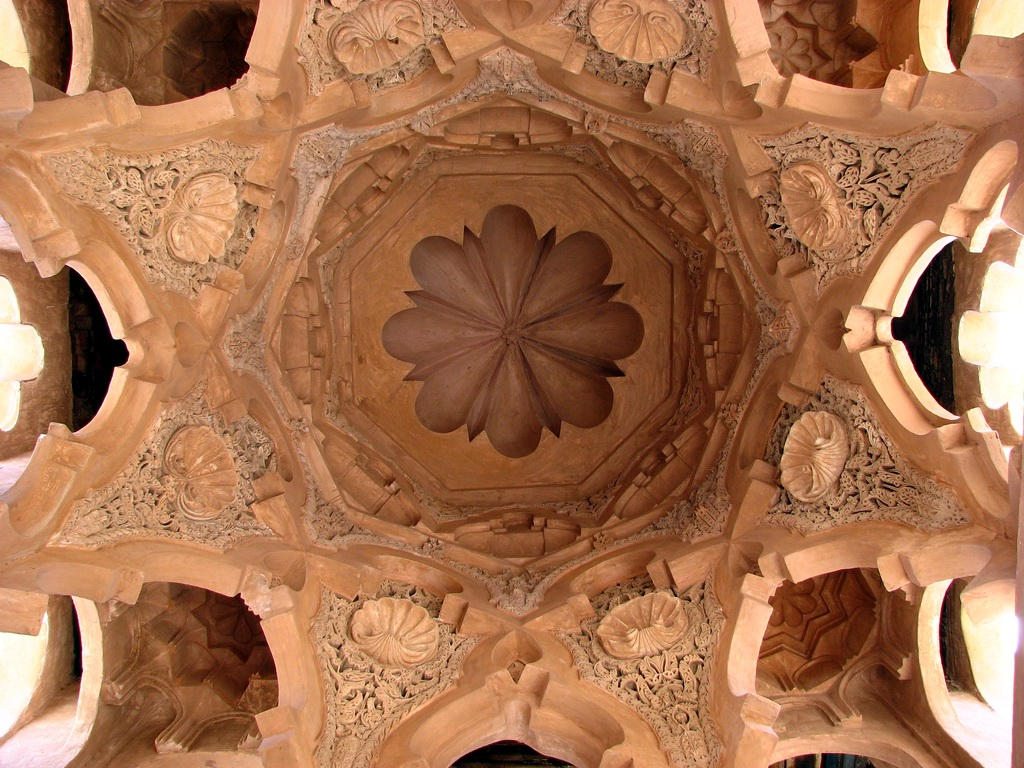
Koubba el-Baadiyn, Innenkuppel

Die Koubba el-Baadiyn oder auch Koubba der Almoraviden ist das einzige Zeugnis der Herrschaft der Almoraviden in ihrer neu gegründeten Hauptstadt Marrakesch in Marokko.

## Lage
Die Koubba liegt in der Altstadt (medina) von Marrakesch gegenüber dem Eingang zur Moschee Ben Youssef. In unmittelbarer Nähe befinden sich die Medersa Ben Youssef und das Musée de Marrakech.

## Geschichte
Marrakesch wurde um das Jahr 1070 vom Almoraviden-Herrscher Yusuf ibn Taschfin gegründet. Die Stadt wuchs schnell, und so wurde das Problem der Trinkwasserversorgung immer virulenter. Die Koubba wurde im Jahr 1117 auf Anordnung des Sultans Ali ibn Yusuf ibn Taschfin (reg. 1106–1143) als Zentrum einer – heute unter dem Bodenniveau befindlichen – Brunnenanlage errichtet; sie diente auch für die vom Koran vor dem Gebet vorgeschriebene Waschung (wudū'). Mehrfach restauriert, geriet sie Ende des 19. Jahrhunderts in Vergessenheit und war bei ihrer Wiederentdeckung im Jahr 1948 von Schutt bedeckt, der bei Ausgrabungsarbeiten im Jahr 1952 weggeräumt wurde.

## Architektur
Das nur etwa 5,40 × 7,30 m messende und knapp 12 m hohe verputzte Ziegelstein-Bauwerk ist zweigeschossig und nach allen Seiten durch unterschiedlich gewölbte Eingänge und Fenster geöffnet; es verfügt über einen Zinnenkranz und wird von einer Kuppel mit überschneidenden Stuckrippenauflagen bekrönt. Im Innern wird das äußere Rechteck in ein Viereck überführt. In Höhe des oberen Abschlusses des Erdgeschosses setzt eine beinahe schwebend wirkende und auf acht vom Untergrund losgelöst gemauerten Pendentifs ruhende Innenkuppel an, die die gesamte Höhe des Obergeschosses einnimmt.
Die Pendentifs sind reich mit wechselndem vegetabilischem Stuckdekor und Muschelformen verziert, wobei letztere – nicht nur in der orientalischen Welt – nahezu immer mit Wasser und Lebenskraft in Verbindung stehen. Variierende Achteckformen umspielen die zentrale und ebenfalls achteckige Rosette im Scheitel der Kuppel. Die nur in den Ecken sichtbare Decke des Obergeschosses nimmt in verkleinertem Maßstab und vereinfachten Formen das Dekor der Zentralkuppel auf.